# THE BOX (GOING UNDER GROUNDのアルバム)
『THE BOX』（ザ・ボックス）は、GOING UNDER GROUNDのボックス・セット。ビクターエンタテインメントより2014年12月24日発売。

## 概要
ビクターから発表した既発作品をまとめたボックス・セット。ドラムスの河野丈洋脱退を受けて限定生産で発売された。CD9枚とDVD2枚の計11枚のディスクで構成されており、CDはオリジナルアルバム8枚と、シングルカップリング曲を収録した「B-SIDE COLLECTION」の計9枚。DVDはMVをまとめた「MUSIC VIDEO COLLECTION」とライブ映像作品「h.o.p.s TOUR FINAL 日比谷野外音楽堂 2005.7.3」の計2枚。それぞれのディスクは紙ジャケット仕様であり、既発作品分はオリジナルデザインを踏襲している。ボックスのジャケットイラストは宮尾和孝が、ボックス全体と「B-SIDE COLLECTION」「MUSIC VIDEO COLLECTION」「h.o.p.s TOUR FINAL 日比谷野外音楽堂 2005.7.3」のデザインはグラフィックデザイナーの松田敬祐が手掛けた。
「B-SIDE COLLECTION」の収録曲順は発表順ではなくメンバーによって決定された。アルバム未収録のシングルタイトル曲（「VISTA」「ハミングライフ」「初恋」はいずれも「MUSIC VIDEO COLLECTION」にMVが収録されているが、音源としては収録されていない。